# Audre albinus
Audre albinus är en fjärilsart som beskrevs av Felder 1861. Audre albinus ingår i släktet Audre och familjen Riodinidae. Inga underarter finns listade i Catalogue of Life.